# Sébastien Azéma
Pour les articles homonymes, voir Azéma.
Pas d'image ? Cliquez ici

a Compétitions nationales et continentales officielles uniquement.

b Matchs officiels uniquement.
Sébastien Azéma, né le 8 mai 1979, est un joueur de rugby à XIII dans les années 1990 et 2000. Il occupe le poste de deuxième ligne ou de pilier.
Au cours de sa carrière en rugby à XIII, il joue pour le club de Carcassonne avec lequel il dispute deux finales de Coupe de France : 2004 et 2007.
Fort de ses performances en club, il est sélectionné à cinq reprises en 2003 en équipe de France lui permettant de prendre part à la Coupe d'Europe 2003.

## Palmarès
- Collectif :
  - Finaliste de la Coupe de France : 2004 et 2007 (Carcassonne).

### Détails en sélection
| 1. | 19 octobre 2003  | Maroc        | 72-0  | Test-match     | Remplaçant     | 8 | 2 | - | - |
| 2. | 22 octobre 2003  | Serbie       | 120-0 | Test-match     | Deuxième ligne | 8 | 2 | - | - |
| 3. | 25 octobre 2003  | Liban        | 18-26 | Test-match     | Deuxième ligne | - | - | - | - |
| 4. | 9 novembre 2003  | Écosse       | 6-8   | Coupe d'Europe | Remplaçant     | - | - | - | - |
| 5. | 16 novembre 2003 | Angleterre A | 6-68  | Coupe d'Europe | Remplaçant     | - | - | - | - |